# Mar de la Sibèria Oriental
El mar de la Sibèria oriental (en rus, Восто́чно-Сиби́рское мо́ре, Vostotxno-Sibírskoie more) és la part de l'oceà Àrtic que banya les costes de l'est de Sibèria, entre les illes de Nova Sibèria a l'oest, on comunica amb el mar de Làptev, i l'illa de Wrangel a l'est, que el separa del mar dels Txuktxis.
Té una extensió de 913.000 km² i durant la major part de l'any està glaçat. El 70% del mar no fa més de 50 metres de fondària, mentre que el punt més profund es troba per sota dels 155 metres. La temperatura mitjana de l'aire en aquesta regió marítima és de 0 °C a 2 °C (4 °C a la part sud) durant l'estiu, mentre que a l'hivern s'arriba als -30 °C.
El port principal és el de Pevek, lla ciutat més septentrional de la Rússia continental. El mar banya les costes de la República del Sakhà i de Txukotka. Les principals illes són l'illa Aion i les illes Medvezhi. Els principals rius que hi desamboquen són el riu Indigirka, l'Alazeia, el riu Ujandina, el Kolimà, el riu Rauchua, el riu Txaun i el riu Pegtimel.

## Nom
El nom li fou assignat el 27 de juny de 1935 per un decret del govern soviètic. Abans d'aquest decret el mar no tenia cap nom diferent i a Rússia era anomenat de manera indistinta com a "Indigirskoe", "Kolymskoe", "Severnoe" (al nord), "Sibirskoe" o "Ledovitoe" ('Glaçat').

## Geografia
L'Organització Hidrogràfica Internacional defineix els límits del mar de Sibèria Oriental de la següent manera:
A l'Oest. El límit oriental del mar de Laptev [Des de l'extrem nord de l'illa Kotelni – a través de l'illa fins al Cap Madvejyi. Posteriorment cap a l'illa Mali Liakhovski i al Cap Vaguin, a l'illa Bolxoi Liakhovski. Després vers el cap Sviaroy Noss i el continent].
Ol Nord. Una línia des del punt més septentrional de l'illa de Wrangel (179 ° 30’W) fins a la riba nord de les illes De Long i l'illa de Bennett i d’allà fins a l'extrem nord de l’illa Kotelni.
A l'est. Des del punt més septentrional de l’illa de Wrangel a través d’aquesta illa fins al cap Blossom i d’allà fins al cap Yakan al continent (176 ° 40’E).

### Topografia
Els principals golfs del mar de Sibèria Oriental, com la badia de Kolimà, el golf de Kolimà i la badia de Txaun, es troben als seus límits meridionals. No hi ha illes al mig del mar, però hi ha algunes illes i grups d’illes a les seves aigües costaneres, com ara l'illa Aion i les illes Medveji. La superfície total de les illes és de només 80 km².  Algunes illes consten majoritàriament de sorra i gel i es van erosionant gradualment.
Entre els rius que hi desemboquen destaquen l'Indiguirka, l'Alazeia, el Bolxaia Txukotxia, el Kolimà, el Rautxua, el Txaun i el Pegtimel. Només alguns rius són navegables. La línia costanera fa 3.016 km de longitud. La secció costanera entre les illes de Nova Sibèria i la desembocadura del riu Kolimà és uniforme, amb pendents baixos. En canvi, la costa a l'est del riu Kolimà és muntanyosa, amb destacats penya-segats.
La temperatura superficial de l’aigua disminueix de sud a nord. A l’hivern varia entre -0,2 i 0,6 °C a la zona propera als deltes dels rius Kolimà i Indiguirka i de -1,7 a -1,8 ° C a la part septentrional del mar. Durant l'estiu s’escalfa fins als 7-8 °C a les badies i golfs i a 2-3 °C a les zones marines sense gel.

### Clima
El clima és polar i està influenciat pel continent i els oceans Atlàntic i Pacífic. A l'hivern, es veu principalment afectat pel continent. Vents del sud-oest i del sud amb velocitats de 6-7 m/s porten aire fred de Sibèria, de manera que la temperatura mitjana al gener és d'aproximadament −30 °C. El temps és tranquil, clar i estable amb intrusions ocasionals de ciclons. Els ciclons atlàntics augmenten la velocitat del vent i la temperatura de l'aire, mentre que els del Pacífic porten núvols, tempestes i tempestes de neu.
Els vents bufen del nord a l'estiu; són febles al juny, s'enforteixen a 6–7 m/s (15 mph, 25 km/h) al juliol i arribar a 10-15 m/s (33 mph, 50 km/h) a l'agost, fent de la part occidental del mar una de les zones més violentes de la costa nord de Rússia. La part sud-est, però, és molt més tranquil·la. Els vents del nord donen lloc a temperatures mitjanes baixes de 0-1 °C a mar obert i 2–3 °C a la costa al juliol. El cel acostuma a estar ennuvolat, amb freqüents pluges plugimants o neu humida. Al llarg de les costes, les boires es produeixen entre 90 i 100 dies l'any, sobretot a l'estiu (68-75 dies). Les precipitacions són baixes entre 100 i 200 mm per any, però encara és més gran que el volum d'evaporació.

### Hidrologia
El mar es congela entre l'octubre-novembre i el juny-juliol. El gel és continu i estacionari prop de la costa, arribant a un gruix de 2 metres al final de l’hivern. El gruix disminueix d’oest a est. Més endins del mar, la coberta de gel es transforma en gel a la deriva amb un gruix de 2-3 metres. Els vents del sud de l’hivern desplacen aquest gel cap al nord, constituint polínies prop del centre del mar. No hi ha icebergs al mar. El desglaç del gel normalment comença al voltant del maig, primer al voltant del delta del riu Kolimà.
En absència d’indústria, l’aigua de mar és força neta. Hi ha contaminacions menors a prop de les illes Novosibirsk i Wrangel (fins a 80 µg / L), a causa de vessaments ocasionals de petroli i a la badia Txàunskaia a causa de la central tèrmica local i de les activitats al port principal de Pevek.

## Flora i fauna
La flora i la fauna són relativament escasses a causa del clima dur. La floració del plàncton estival és curta però intensa, produint 5 milions de tones de plàncton d''agost a setembre, mentre que la producció anual és de 7 milions de tones. Els nutrients de l’aigua els proporcionen principalment els abocaments dels rius i l'erosió costanera. Les espècies de plàncton estan dominades per copèpodes del Pacífic.
La costa i els camps de gel acullen foques ocel·lades (Phoca hispida), foques barbudes (Erignathus barbatus) i morses (Odobenus rosmarus) juntament amb el seu depredador, l'os polar (Ursus maritimus). Les aus inclouen gavines, uria i corbs marins. Les aigües del mar són sovint visitades per la balena de Groenlàndia (Balaena mysticetus), la balena grisa (Eschrichtius robustus), la beluga (Delphinapterus leucas) i el narval (Monodon monoceros). Les principals espècies de peixos són els Thymallus i el Coregonus (peixos blancs), com ara el Coregonus muksun, el Coregonus nasus i el Coregonus autumnalis. També són freqüents l’Osmerus eperlanus, l'Eleginus gracilis, el bacallà polar i la truita alpina.

## Història
La costa del mar de Sibèria Oriental va estar habitada durant segles pels pobles nadius del nord de Sibèria, com ara els iukaguirs i els txuktxis (zones orientals). Aquestes tribus es dedicaven a la pesca, la caça i la cria de rens, sent els trineus de rens essencials per al transport i la caça. Van ser units i foren absorbits pels evens i els evenkis al voltant del segle ii i més tard, entre els segles IX i XV, per iacuts, molt més nombrosos. Totes aquestes tribus es van desplaçar cap al nord des de la zona del llac Baikal evitant enfrontaments amb els mongols. Tots practicaven el xamanisme i parlaven idiomes diferents.
La mar fou solcada per mariners russos que s'hi desplaçaven des de la desembocadura d'un riu fins a una altra amb els seus vaixells de fusta de dos pals anomenats kotxi (plural de kotx), ben bé des del segle xvii. El 1648, els exploradors Semion Dejniov i Fedot Popov van navegar per la costa entre el riu Kolimà fins a l'Anadir a través de l'estret de Bering. L'exploració sistemàtica i la cartografia del mar fou duta a terme en una sèrie d'expedicions durant els anys 1735-42, 1820-24, 1822, 1909 i 1911-14.
Durant la dècada de 1930, l'assentament costaner d'Ambàrtxik, situat al delta del riu Kolimà, va ser utilitzat com a camp de treball transitori des del qual els presoners eren transportats a d'altres camps del sistema Gulag. Mentre estaven a Ambàrtxik, els presos van treballar construint bona part del port i descarregant els vaixells entrants. Més tard, a causa de les aigües poc profundes, el transport marítim es va traslladar gradualment a Txerski, per tal d’acollir vaixells més grans. Com a resultat d'aquest canvi, el port i l'assentament d'Ambàrtxik foren abandonats. Actualment, Ambàrtxik acull una estació meteorològica operada per uns pocs científics.

## Activitats humanes

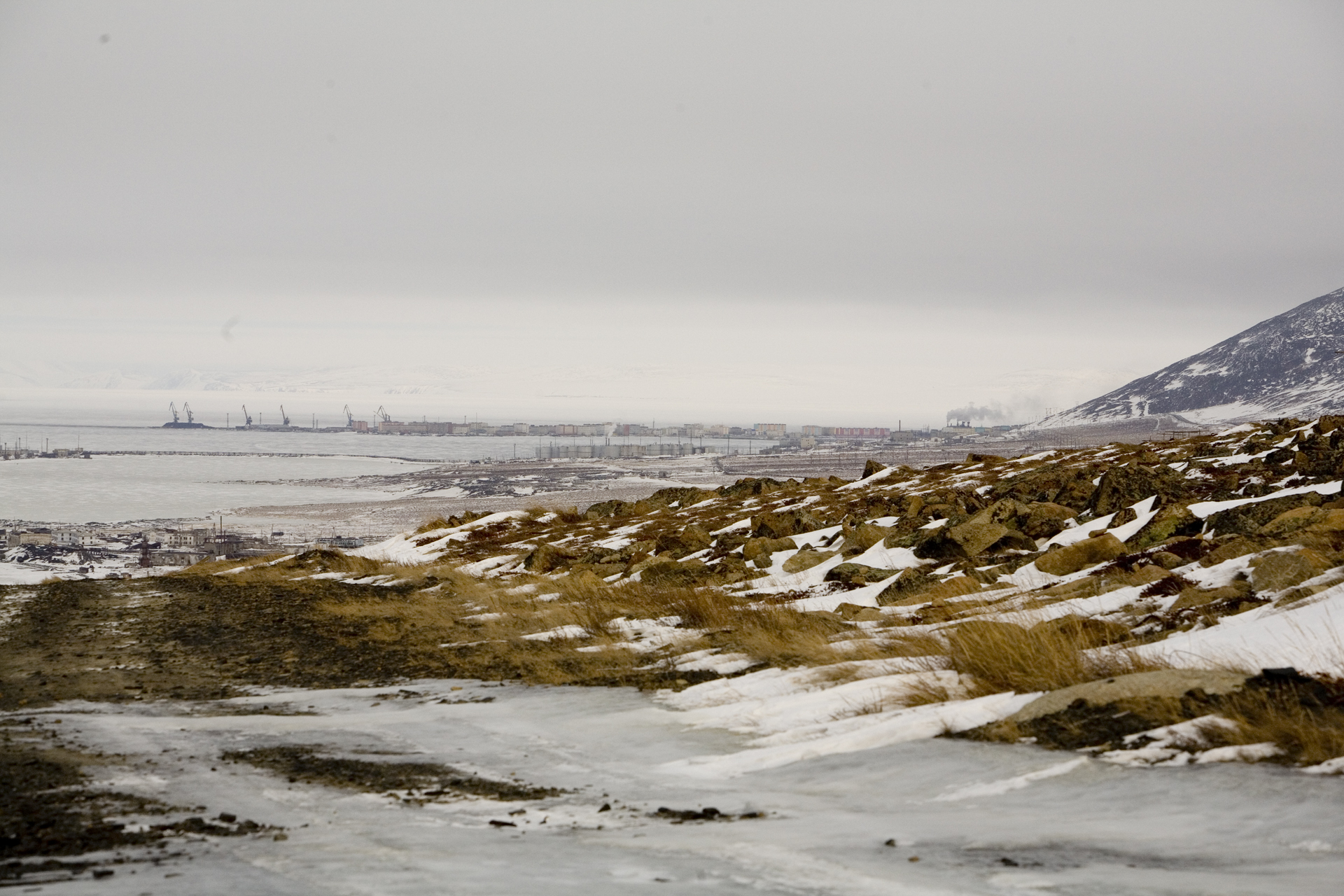
Vista de Pevek

La costa sud del mar és compartida per la República de Sakha a l'oest i el districte autònom de Txukotka de Rússia a l'est. Els assentaments costaners són escassos i petits, amb la població típica per sota dels 100. L'única ciutat és Pevek (5.206 habitants), que és la ciutat més al nord de Rússia. Hi ha mines d'or a prop de Leningradsky i Pevek, però moltes mines s'han tancat recentment, per exemple, les mines d'estany a Pevek als anys noranta, que van provocar una sortida de població. Així, l'assentament de Logashkino, que solia ser un port notable del mar de Sibèria Oriental, va ser abolit el 1998.
El mar s'utilitza principalment per al transport de mercaderies a través de la costa nord de Rússia durant els mesos d'agost a setembre. La navegació es veu dificultada fins i tot a l'estiu pel gel flotant que queda, que també baixa a les costes sud pels vents ocasionals. La pesca i la caça d'animals marins encara es practica com a activitat tradicionals, però només té importància local. La pesca es dirigeix principalment al salmó, el halibut i el cranc. Existeixen dades sobre la producció de peix, que l'any 2005 es va distribuir, en mil tones, de la següent manera: sardina (1,6), corègon àrtic (1,8), corègon de Bering (2,2), corègon del llac Léman (2,7), muksun (2,8) i altres (3,6).
El port principal és Pevek (a la badia de Chaunskaya) Després de la ruptura de la Unió Soviètica, la navegació comercial a l'Àrtic va entrar en declivi. Avui dia, l'enviament més o menys regular es produeix només entre Pevek i Vladivostok. Els ports de la costa nord de Sibèria, situats entre Dudinka i Pevek, gairebé no tenen transport marítim.
Des de 1944, la major part de l'electricitat de la regió la proporciona la central tèrmica de 30 MW de Pevek. Està envellit i consumeix molt oli que cal portar de lluny. Per tant, hi havia un projecte per substituir l'estació per una central atòmica flotant de 70 MW l'any 2015.